# Ботсвана на літніх Олімпійських іграх 2020
Ботсвану на літніх Олімпійських іграх 2020 представляли тринадцять спортсменів у чотирьох видах спорту.

## Спортсмени
| Вид спорту     | Чоловіки | Жінки | Загалом |
| -------------- | -------- | ----- | ------- |
| Легка атлетика | 6        | 3     | 9       |
| Бокс           | 1        | 1     | 2       |
| Плавання       | 1        | 0     | 1       |
| Важка атлетика | 0        | 1     | 1       |
| Загалом        | 8        | 5     | 13      |